# ドジャースとヤンキースのライバル関係
ドジャースとヤンキースのライバル関係は、MLBで最も大きなライバル関係である。ロサンゼルス・ドジャースはナショナルリーグ（NL）西地区に属し、ニューヨーク・ヤンキースはアメリカンリーグ（AL）東地区に属している。このライバル関係はニューヨークで始まり、当時ドジャースはブルックリン、ヤンキースはブロンクスでプレーしていた。1958年にドジャースがロサンゼルスに移転した後も、このライバル関係は続き、両チームはアメリカ本土の両岸での最大都市の代表チームとなった。両チームとも北米最大級のファン層に支えられており、ファンの応援はMLBの知名度を高めている。
また、このライバル関係がMLBで最も大きなものと称される背景には、ワールドシリーズでの対戦数という点もあり、その数は12回と最多を誇る。しかし、1981年から2024年までの間にシリーズで対戦することはなかった。43年ぶりのシリーズでの対戦となった2024年は、ドジャースが4勝1敗でシリーズを制した。

## 歴史

### 新チーム・新スタジアムの設立、サブウェイ・シリーズの確立
20世紀初頭、メジャー・リーグ宣言直後のアメリカンリーグはまだ初期段階にあり、ボルチモア・オリオールズ（のちのニューヨーク・ヤンキース、現ボルチモア・オリオールズとは無関係）はそのフランチャイズ球団の一つであった。リーグは存続のためには国内最大の市場であるニューヨークでの存在感が必要であると認識していたこともあり、オリオールズをニューヨークに移転させた。ニューヨークにはすでにナショナルリーグの2つのフランチャイズ、ブルックリン・スーパーバス（のちのロサンゼルス・ドジャース）とニューヨーク・ジャイアンツ（のちのサンフランシスコ・ジャイアンツ）が存在していた。ニューヨーク移転後の新チームは、1903年から1912年まで本拠地がヒルトップ・パークであったことにあてて、ニューヨーク・ハイランダーズと呼ばれた。
ハイランダーズが、ジャイアンツの本拠地であるポロ・グラウンズが火災による再建中であった際にヒルトップ・パークでのプレーを許可した後、ジャイアンツはハイランダーズをポロ・グラウンズの共有に招待した。これによりハイランダーズは、本拠地を高地に有することがなくなったため、チーム名をニューヨーク・ヤンキースに変更した。一方、スーパーバスも数回の改名を経てチーム名をブルックリン・ロビンスに改め、同時期に新しい球場エベッツ・フィールドをブルックリンに開場した。同球場での開幕戦は1913年4月5日のハイランダーズとのエキシビションゲームで、後述の第三期黄金時代のヤンキースを指揮することとなるケーシー・ステンゲルが決勝打を放った。ハイランダーズはその年の後半に正式にヤンキースと呼ばれるようになった。
1920年、ボストン・レッドソックスからヤンキースに移籍し一躍ヤンキースのスター選手となったベーブ・ルースによる「ルース効果」で、ヤンキースの年間観客動員がMLB史上初めて100万人を突破した。これに気分を害したジャイアンツのジョン・マグロー監督は「1921年以降はポロ・グラウンズを使うな」とヤンキースに通告した。ジャイアンツはその立ち退き通告を撤回し、ヤンキースが1922年シーズンの終わりまで使用することを許可した。一方ジャイアンツはポロ・グラウンズを改修し、収容人数を38,000人から50,000人に増やした。
同時期の1921年、ジャイアンツとヤンキースはワールドシリーズで対戦することとなり、これが初めてニューヨーク市内に拠点を置くチーム同士による「サブウェイ・シリーズ」と呼ばれる対戦カードとなった。このシリーズでヤンキースはジャイアンツに敗れ、さらに翌1922年も1勝も挙げることができずに敗れたのち、ヤンキースはハーレム川を渡り、ブロンクスにある初代ヤンキー・スタジアムに移転した。3年連続で同一カードとなった1923年のワールドシリーズでは、ヤンキースが3度目のシリーズ出場にして初のシリーズ制覇を達成した。

### ワールドシリーズでの初対戦
ロビンスが1932年よりチーム名をブルックリン・ドジャースに改めて以降初めての出場となった1941年のワールドシリーズにて、ヤンキースとの初めてのサブウェイ・シリーズとなる対戦が実現した。なかでもヤンキースが2勝1敗でシリーズをリードしていた第4戦は、ドジャースが1点リードで迎えた9回表に、2アウトまでこぎつけながら、あと一人のアウトが取れず、結局敗れたという試合展開となった。9回2アウトの場面、ヤンキースのトミー・ヘンリックは2ストライクから空振りしたが、ドジャースの捕手ミッキー・オーウェンが投球を捕球できず、パスボールで出塁した。ヘンリックはこのプレーで一塁に達した。オーウェンはその出来事をこう回想している：
素晴らしいブレーキングカーブで、捕れるはずだったが、ボールがグラブの側面に当たったのだと思う。ボールは手から離れ、ブルックリンのダグアウトの角の近くでボールを掴んだ時には、もう誰も一塁でアウトにできなかった。
ヘンリックの打席に続いてジョー・ディマジオがシングルヒットを放ち、その後のチャーリー・ケラーによる二塁打でヘンリックとディマジオの両者が生還し、ヤンキースに5対4のリードをもたらした。その後も攻撃の手を緩めず、最終的には7対4でヤンキースが試合に勝利した。翌日、ヤンキースはこの両チーム間での最初のシリーズ対決を制し、これが長く続くライバル関係の始まりとなった。

### ヤンキースの第三期黄金時代
ヤンキースは1940年代後半から10年以上にわたり第三期黄金時代を築いた。空前絶後のワールドシリーズ5連覇を達成するなど、無類の強さを誇るチームとなったヤンキースに対し、ドジャースはワールドシリーズで複数回対戦した。
前回の対戦から6年後となる1947年のワールドシリーズにて、劇的な瞬間があった。第6戦、守備固めのために左翼に配置されたドジャースのアル・ジオンフリッドは、ジョー・ディマジオの同点3ランホームランとなるかという打球を捕球した。ジオンフリッドのファインプレーに阻まれたディマジオは、ベースを回る際に珍しく感情をあらわにした。ドジャースはその試合に勝利し第7戦に持ち込んだが、シリーズには敗れた。
劇的な守備は、1952年のワールドシリーズでの対戦にて、今度はヤンキースの選手によって繰り広げられた。第7戦、ドジャースが2点ビハインドで迎えた8回裏に2死満塁のチャンスを作ると、打者が打ち上げたポップフライを一塁手が日光で見失い、内野手の間に落ちて得点するかに思われた。しかし、二塁手のビリー・マーチンがダッシュしてこれを捕球、結果ドジャースは得点することができなかった。試合はそのままヤンキースが勝利し、2度目のワールドシリーズ4連覇を達成した。なおマーチンは、ワールドシリーズ史上初の5連覇を達成した翌1953年のワールドシリーズでも、ドジャースのクレム・ラバインからシリーズ制覇を決める決勝打を放つなど、未だ破られていない打率.500（24打数12安打）というシリーズ記録を残す活躍を見せた。
ドジャースはこの間ジャッキー・ロビンソンと契約し、人種の壁を破るだけでなく、打線を強化した。ロビンソンは、外野手のデューク・スナイダーや投手のドン・ニューカムと共に、ドジャースを1947年から1953年の間に4度のナ・リーグ優勝に導いた。しかしこの期間中、ドジャースはワールドシリーズを制覇することができない年が続き、ファンの間では、"Wait 'til next year（次の年こそ）"という言葉が暗黙のスローガンになっていた。
また、1953年のワールドシリーズの間、長年ドジャースのアナウンサーを務めたレッド・バーバーは、ジレットとの報酬紛争のため、放送ブースに入ることを拒否した。バーバーはヤンキースに鞍替えし、メル・アレンと共にヤンキースの試合を実況した。後任探しに苦労したドジャースは、当時25歳のビン・スカリーに実況を任せた。スカリーはメジャーネットワークでワールドシリーズの試合を実況した史上最年少の人物となった。その後60年以上にわたりドジャースの放送担当者として活躍し、「20世紀で最も偉大なスポーツアナウンサー」、「ドジャースの声」、「ロサンゼルスの声」と呼ばれるまでに象徴的な存在となった。

### ドジャースのワールドシリーズ初制覇
ドジャースにとって8回目、ヤンキースとの対戦は6回目を数えた1955年のワールドシリーズにて、7試合の激戦の末、ドジャースは悲願のシリーズ初制覇を達成した。優勝決定後のニューヨーク・デイリー・ニューズ誌の見出しは、前述のスローガンにあてて、"This is Next Year!（「次の年」がついにきた）"であった。この年からはワールドシリーズMVPが新たに制定され、その初めての受賞者には第3戦と第7戦で完投し勝利投手となったジョニー・ポドレスが選出された。
なおドジャースは、結果的にこれがブルックリン時代で最初にして唯一のワールドシリーズ制覇となった。

### ドン・ラーセンの完全試合
両チームは、翌1956年のワールドシリーズでも対戦した。またも7試合の激戦となったこのシリーズでは、ドジャースの連覇を阻止する形でヤンキースが制覇したが、なかでも第5戦ではドン・ラーセンが完全試合を達成した。それ以前のポストシーズンでは、ノーヒットノーランに条件を緩めても達成者は存在せず、ポストシーズンでの完全試合となると、2024年シーズン終了現在、史上唯一である。
1955年と1956年のワールドシリーズでは、いずれもホームチームが最初の6試合に勝利するも、最終第7戦で敗れてワールドシリーズ制覇を逃す形となった。
なお、後述のドジャースとジャイアンツのニューヨークからの移転により、この1956年のワールドシリーズが、結果的に1900年代最後のサブウェイ・シリーズとなった。

### アメリカ本土両岸での初対戦
ブルックリン地区内に新球場を建設することを希望していたドジャースは、フラッシング・メドウズへの移転を勧めブルックリンで新たな土地を取得することを認めなかったニューヨークとの確執もあり、1958年より西海岸（太平洋沿岸）に面したカリフォルニア州南西部のロサンゼルスへ移転、それに伴いチーム名をロサンゼルス・ドジャースとした。なお、同時にジャイアンツはニューヨークからカリフォルニア州北西部のサンフランシスコへ移転しており、これらが西海岸で初のチームとなったこと、ニューヨークを本拠地とするチームが3つからヤンキースの1つのみになったことをもって、大きな話題となった。
ロサンゼルス移転後のドジャースは、サンディー・コーファックスとドン・ドライスデールという2人の圧倒的な投手、俊足の遊撃手モーリー・ウィルス、巧打の外野手トミー・デービスが活躍した。ロサンゼルスでの2年目のシーズンとなる1959年のワールドシリーズでは、シカゴ・ホワイトソックスを下し5年ぶり2回目のシリーズ制覇を達成し、ロサンゼルスを初の歓喜に沸かせた。
ドジャースは1963年にもリーグ優勝を果たし、7年ぶりにワールドシリーズでヤンキースと対戦した。ワールドシリーズでの対戦カードとしては8回目で歴代最多となった。2024年シーズン終了現在も、8回以上の対戦があるカードは両チーム以外に存在しない。シリーズでは、ミッキー・マントル、ロジャー・マリス、ホワイティー・フォードを擁してワールドシリーズ3連覇を狙うヤンキースを4連勝のスイープで下し、ロサンゼルス移転後2回目のワールドシリーズ制覇を達成した。シリーズを通して、ドジャースの強力投手陣はヤンキースに対して4戦合計でわずか4点に抑え、相手に1イニングもリードを許さないままの優勝というシリーズ史上初の記録を達成した。なおこのシリーズは、アメリカ合衆国の2大都市圏それぞれを本拠地とするチーム同士が優勝決定戦で対戦する、北米4大プロスポーツリーグ史上初の事例となった。

### ミスター・オクトーバー

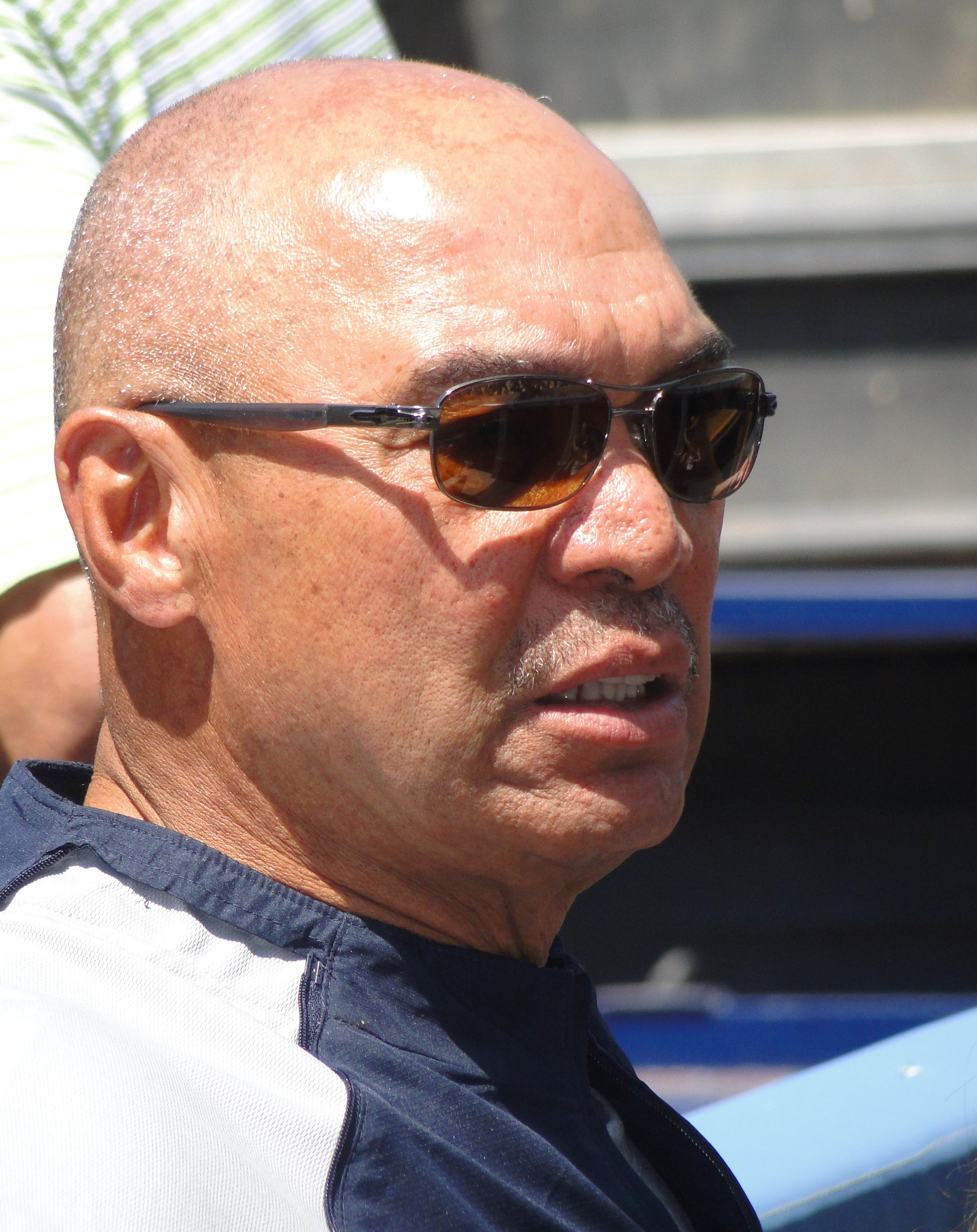
1977年のワールドシリーズ第6戦でドジャース相手に3本塁打を放ちヤンキースをシリーズ制覇に導いた「ミスター・オクトーバー」ことレジー・ジャクソン（2010年、ドジャー・スタジアム）

前回の対戦から14年後の1977年、トミー・ラソーダ率いるドジャースとビリー・マーチン率いるヤンキースがワールドシリーズで対戦した。両監督は、当時指揮を執っていたチームでプレーしていた1956年シーズン中に殴り合いの喧嘩をしたという因縁がある。
ヤンキースは、論争に満ちた前年のシーズンを終えたばかりであった。1976年のワールドシリーズでシンシナティ・レッズに4連敗のスイープで敗れたことに激怒したオーナーのジョージ・スタインブレナーは、強打者のレジー・ジャクソンと契約した。ジャクソンはすぐに、彼自身とマーチン、そしてキャプテンで前年ア・リーグMVPのサーマン・マンソンとの間にクラブハウス内で軋轢を生んでいた。ニューヨークは自治体としても、エイブラハム・ビーム市長の下で財政危機に見舞われており、サムの息子事件や大規模な停電も経験した。これらはすべてテレビドラマ『The Bronx Is Burning』に記録されている。論争をよそに、ヤンキースは団結してプレーした末リーグ優勝を達成し、ワールドシリーズでドジャースと対戦することとなった。
ヤンキースにはジャクソンとマンソンに加え、バッキー・デントとグレイグ・ネトルズ、サイ・ヤング賞受賞のクローザースパーキー・ライル、若手投手のロン・ギドリー、そして俊足のウィリー・ランドルフとミッキー・リバースが所属していた。対するドジャースは、一塁にスティーブ・ガービー、二塁にデイビー・ロープス、三塁にロン・セイ、遊撃にビル・ラッセルという内野陣に加え、強打者のレジー・スミス、投手二枚看板のドン・サットンとトミー・ジョンを擁していた。名実ともに両リーグを代表するチーム同士の顔合わせとなったこのシリーズでは、ヤンキースが3勝2敗と王手をかけて迎えた第6戦で、ジャクソンが全て初球打ちの3打席連続本塁打で5打点を記録し、「ミスター・オクトーバー」のニックネームが付けられることとなった大活躍を見せ、シリーズ通算で打率.450、5本塁打、8打点の成績でチームに15年ぶりのワールドシリーズ制覇をもたらした。
両チームは、翌1978年のワールドシリーズでも対戦することとなった。ドジャースは新人投手ボブ・ウェルチの活躍もありシリーズ最初の2試合に勝利したものの、ヤンキースが続く4試合で連勝し、ワールドシリーズ連覇を達成した。

### 20世紀最後の対戦
1981年のワールドシリーズでも両チームは対戦した。ドジャースは、新人投手フェルナンド・バレンズエラがナ・リーグ新人王とサイ・ヤング賞を同時受賞し、歓喜に沸いた。一方のヤンキースはア・リーグ新人王のデイブ・リゲッティ、セットアッパーのロン・デービスとクローザーのリッチ・ゴセージを擁し、絶対的な勝ちパターンが確立されていた。ヤンキースはシリーズ最初の2試合に勝利したが、バレンズエラと一塁手ガービーの活躍もあり、ドジャースが続く4試合で連勝し、ストライキによって短縮された当シーズンで1965年以来のワールドシリーズ制覇を達成した。
負傷やこのシリーズの影響もあり、ジャクソンは後に物議を醸す形で解雇され、オーナーのスタインブレナーはシリーズで不振だったデーブ・ウィンフィールドと公然と対立を始めた。シリーズ終了後、スタインブレナーはチームの成績についてニューヨークに公式に謝罪すると同時に、ファンに対して翌年に向けてチームを編成する計画を直ちに開始することを表明した。しかし、選手も報道陣も同様に、ワールドシリーズで敗れることは謝罪が必要なことではないと感じていたため、このオーナーの行動に対しては批判が集まった。一方、ドジャースの監督ラソーダは、1977年と1978年にジャクソンがドジャースにしたことへの復讐について、「我々は苦しめられ、あの男は我々を馬鹿にしていた。彼ともう一度対戦できることを願い、祈っていた」と語った。
この敗退もあり、ヤンキースは1980年代にワールドシリーズで優勝することができず、ブロンクス移転後に優勝できなかった2つの年代のうちの1つとなった（もう1つは2010年代）。対照的に、ドジャースは7年後の1988年のワールドシリーズでオークランド・アスレチックスを下しシリーズ制覇を達成している。
このシリーズを最後に、両チームは43年間ワールドシリーズで対戦することはなく、このシリーズでの試合がドジャースが旧ヤンキー・スタジアムで行った最後の試合ともなった。また、ニューヨークとロサンゼルスのチームが北米4大プロスポーツリーグの優勝決定戦で対戦する事例を見ても、2014年のスタンレー・カップ・ファイナル（NHL）まで期間を要することとなった。

### インターリーグでの対戦
1997年のインターリーグ（交流戦）導入により、両チームはレギュラーシーズンでお互いに対戦する可能性が生じた。しかし、インターリーグ開始後の数十年間、シーズン中に対戦する他リーグのチームは、ある1地区の5チームと人気カードに限られていたため、2023年にシーズン中に全球団と対戦する方式が採用されるまで、両チームがインターリーグで対戦したのはわずか5回であった。そのため、ドジャースは旧ヤンキー・スタジアムでレギュラーシーズンを戦ったことは一度もなかった。

両チームの対戦はファンに人気があり、頻繁に満員の観客を集める。インターリーグの導入後も、ドジャースが初めて新ヤンキー・スタジアムを訪れた2013年6月のダブルヘッダーでは、球場を満員にした。

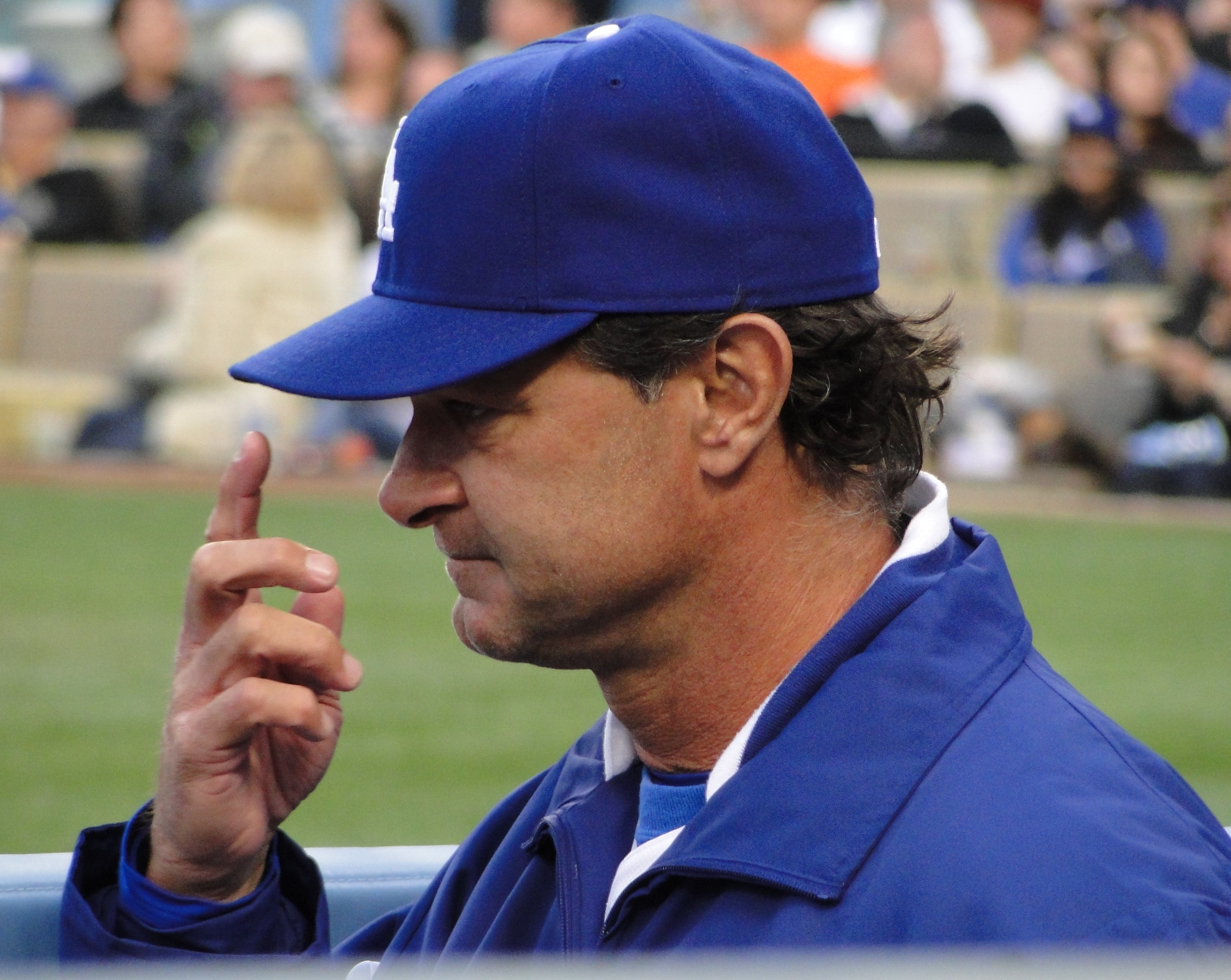
ヤンキースの偉大な選手ドン・マッティングリー（2011年、ドジャース監督時代）

ヤンキースの偉大な選手であるジョー・トーリとドン・マッティングリーは、それぞれ2008年から2010年、2011年から2015年までドジャースの監督を務め、2010年と2013年の両チームのインターリーグでの対戦にさらなる趣を加えた。2010年、両チームは6月25日から27日にドジャー・スタジアムで対戦し、トーリとマッティングリーはドジャースの指揮官として初めてヤンキースと対戦することとなった。この年はヤンキースが2勝1敗でシリーズを勝ち越した。両チームは2013年に再び対戦した。6月19日のダブルヘッダーは、ドジャースが3年ぶりにニューヨークに戻ってきただけでなく、トーリの退団に伴いマッティングリーがドジャースの監督に昇格して以来初めてニューヨークに戻ってきた日でもあった。
両チームは、先述のインターリーグの方式変更により、2023年以降毎年レギュラーシーズンで対戦することとなった。

### 2020年代MLBの象徴による対戦
2024年、ドジャースとヤンキースは各リーグでそれぞれ最高勝率を記録し、43年ぶりにワールドシリーズで対戦することとなった。これは、両チームのワールドシリーズでの初対戦以降、最も長いブランクである。このシリーズは、レギュラーシーズンで各リーグの本塁打王と打点王の2冠に輝き、シーズンMVPを満票で受賞することにもなるドジャースの大谷翔平とヤンキースのアーロン・ジャッジが打線を牽引することで注目を集めた。なお、両リーグの本塁打王がシリーズで顔を合わせるのは、両チームの対戦でもある1956年以来68年ぶりで、50本塁打以上の選手同士による対戦は史上初となった。
シリーズでは、ドジャースのフレディ・フリーマンが第1戦で延長戦の末逆転サヨナラ満塁ホームランを放つなど、アトランタ・ブレーブス時代に出場したシリーズと合わせてMLB記録となるシリーズ6試合連続のホームランを放つ活躍を見せ、4勝1敗でドジャースがシリーズを制覇した。
勝敗数こそドジャースが差をつけてシリーズを制覇したが、第4戦を除けば、各試合は実力の拮抗した接戦であった。ESPNの野球コラムニストジェフ・パッサンは、「ドジャースは25得点を挙げ、ヤンキースは24得点にとどまった。ヤンキースはドジャースを本塁打、打数、四球の数で上回った。それでもドジャースは接戦で優位に立ったため、5試合で説得力のある形でワールドシリーズを制した」と評した。

## 通算対戦成績
| 年                              | シリーズ結果                   | ドジャース本拠地               | ヤンキース本拠地               | 累積結果                       |
| 1940年代 ヤンキース（12勝5敗）  | 1940年代 ヤンキース（12勝5敗） | 1940年代 ヤンキース（12勝5敗） | 1940年代 ヤンキース（12勝5敗） | 1940年代 ヤンキース（12勝5敗） |
| ------------------------------- | ------------------------------ | ------------------------------ | ------------------------------ | ------------------------------ |
| 1941年（WS）                    | ヤンキース（4勝1敗）           | ヤンキース（4勝1敗）           | 同率（1勝1敗）                 | ヤンキース（4勝1敗）           |
| 1947年（WS）                    | ヤンキース（4勝3敗）           | ドジャース（2勝1敗）           | ヤンキース（3勝1敗）           | ヤンキース（8勝4敗）           |
| 1949年（WS）                    | ヤンキース（4勝1敗）           | ヤンキース（3勝0敗）           | 同率（1勝1敗）                 | ヤンキース（12勝5敗）          |
| 1950年代 ヤンキース（15勝12敗） |                                |                                |                                |                                |
| 1952年（WS）                    | ヤンキース（4勝3敗）           | ヤンキース（3勝1敗）           | ドジャース（2勝1敗）           | ヤンキース（16勝8敗）          |
| 1953年（WS）                    | ヤンキース（4勝2敗）           | ドジャース（2勝1敗）           | ヤンキース（3勝0敗）           | ヤンキース（20勝10敗）         |
| 1955年（WS）                    | ドジャース（4勝3敗）           | ドジャース（3勝0敗）           | ヤンキース（3勝1敗）           | ヤンキース（23勝14敗）         |
| 1956年（WS）                    | ヤンキース（4勝3敗）           | ドジャース（3勝1敗）           | ヤンキース（3勝0敗）           | ヤンキース（27勝17敗）         |
| 1960年代 ドジャース（4勝0敗）   |                                |                                |                                |                                |
| 1963年（WS）                    | ドジャース（4勝0敗）           | ドジャース（2勝0敗）           | ドジャース（2勝0敗）           | ヤンキース（27勝21敗）         |
| 1970年代 ヤンキース（8勝4敗）   |                                |                                |                                |                                |
| 1977年（WS）                    | ヤンキース（4勝2敗）           | ヤンキース（2勝1敗）           | ヤンキース（2勝1敗）           | ヤンキース（31勝23敗）         |
| 1978年（WS）                    | ヤンキース（4勝2敗）           | ドジャース（2勝1敗）           | ヤンキース（3勝0敗）           | ヤンキース（35勝25敗）         |
| 1980年代 ドジャース（4勝2敗）   |                                |                                |                                |                                |
| 1981年（WS）                    | ドジャース（4勝2敗）           | ドジャース（3勝0敗）           | ヤンキース（2勝1敗）           | ヤンキース（37勝29敗）         |
| 2000年代 ドジャース（2勝1敗）   |                                |                                |                                |                                |
| 2004年                          | ドジャース（2勝1敗）           | ドジャース（2勝1敗）           | 試合なし                       | ヤンキース（38勝31敗）         |
| 2010年代 ヤンキース（7勝6敗）   |                                |                                |                                |                                |
| 2010年                          | ヤンキース（2勝1敗）           | ヤンキース（2勝1敗）           | 試合なし                       | ヤンキース（40勝32敗）         |
| 2013年                          | 同率（2勝2敗）                 | 同率（1勝1敗）                 | 同率（1勝1敗）                 | ヤンキース（42勝34敗）         |
| 2016年                          | ドジャース（2勝1敗）           | 試合なし                       | ドジャース（2勝1敗）           | ヤンキース（43勝36敗）         |
| 2019年                          | ヤンキース（2勝1敗）           | ヤンキース（2勝1敗）           | 試合なし                       | ヤンキース（45勝37敗）         |
| 2020年代 ドジャース（9勝5敗）   |                                |                                |                                |                                |
| 2023年                          | ヤンキース（2勝1敗）           | ヤンキース（2勝1敗）           | 試合なし                       | ヤンキース（47勝38敗）         |
| 2024年                          | ドジャース（2勝1敗）           | 試合なし                       | ドジャース（2勝1敗）           | ヤンキース（48勝40敗）         |
| 2024年（WS）                    | ドジャース（4勝1敗）           | ドジャース（2勝0敗）           | ドジャース（2勝1敗）           | ヤンキース（49勝44敗）         |
| 2025年                          | ドジャース（2勝1敗）           | ドジャース（2勝1敗）           | 試合なし                       | ヤンキース（50勝46敗）         |
| 総計                            |                                |                                |                                |                                |
| 計20シリーズ                    | ヤンキース（50勝46敗）         | ドジャース（29勝24敗）         | ヤンキース（26勝17敗）         | シリーズ勝ち越し               |
| 計20シリーズ                    | ヤンキース（50勝46敗）         | ドジャース（29勝24敗）         | ヤンキース（26勝17敗）         | ヤンキース（11回）             |